# Heinrich Möll
Heinrich Möll (* 1879 in Hannover; † im 20. Jahrhundert) war ein deutscher Architekt und Mitglied im Bund Deutscher Architekten (BDA).

## Werke, sofern bekannt

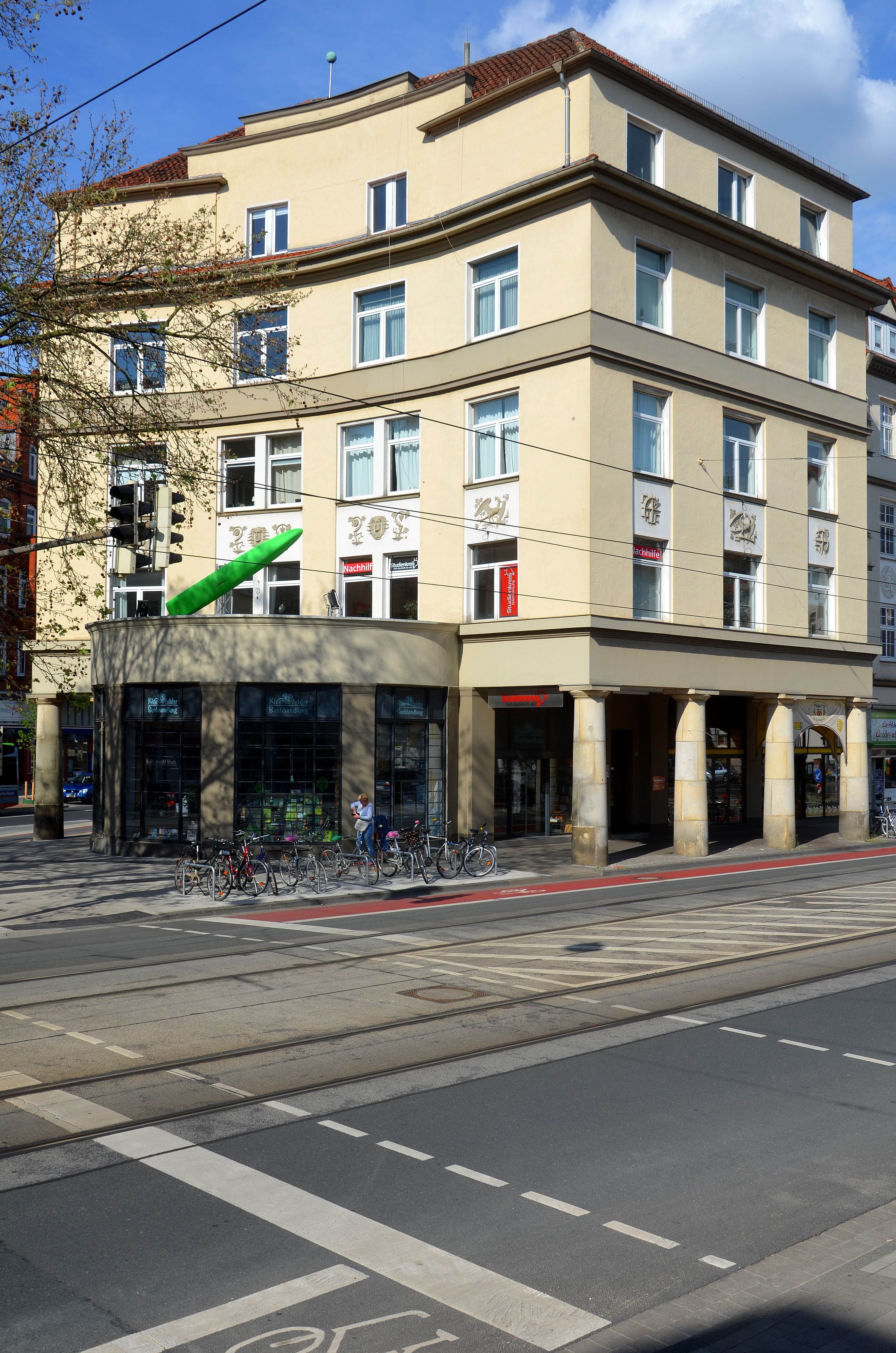
1925 von Möll in Hannover, Stadtteil Kleefeld erbaute, heute denkmalgeschützte Wohn- und Geschäftshaus-Gruppe an der Kirchröder Straße Ecke Scheidestraße

- 1910, Herne: Einer von zwei 1. Preisen nach einem Architektenwettbewerb für den Entwurf des neuen Rathauses; mit dem Architekten Gisbert von Teuffel als einen Preisträger und dem gemeinschaftlich erarbeiteten Entwurf der Architekten Karl Kurzreuther, Adolf Haro und Heinrich Möll[3]
- 1911: Zweiter Preis für die Arbeit Im Schnee, verfasst von dem Architekten Adolf Haro, Maschstraße 13 in Hannover in Verbindung mit dem Architekten Heinrich Möll in Hannover[4]
- um 1924 – 1929, Hannover, Stadtteil Kirchrode: verschiedene Wohngebäude im Auftrag der Genossenschaft Landbau Niedersachsen eGmbH für die Gartenstadt Kirchrode in den Straßen Bünteweg und Büntewiesen[1]
- um 1925, Hannover, Stadtteil Kleefeld: Wohn- und Geschäftshausgruppe Kirchröder Straße 106–107 und Scheidestraße 12; denkmalgeschützt[2]
- 1925–1928, Hannover, Stadtteil List: Wohnanlage Listhof;
  - Podbielskistraße 101–103 in Zusammenarbeit mit den Architekten Wilhelm Kröger und Karl Siebrecht;
  - zu der Anlage gehören die durch die Architektengemeinschaft Mackensen & Torno eigenständig geplanten Gebäude unter den – heutigen – Adressen
    - Am Listholze 1, 3, 5, 7, 9, 11, 13, 15;
    - Bothfelder Straße 8, 9, 10 und
    - Matthiasstraße 4, 6, 8, 10, 12, 14[5]